# Filemón y Baucis

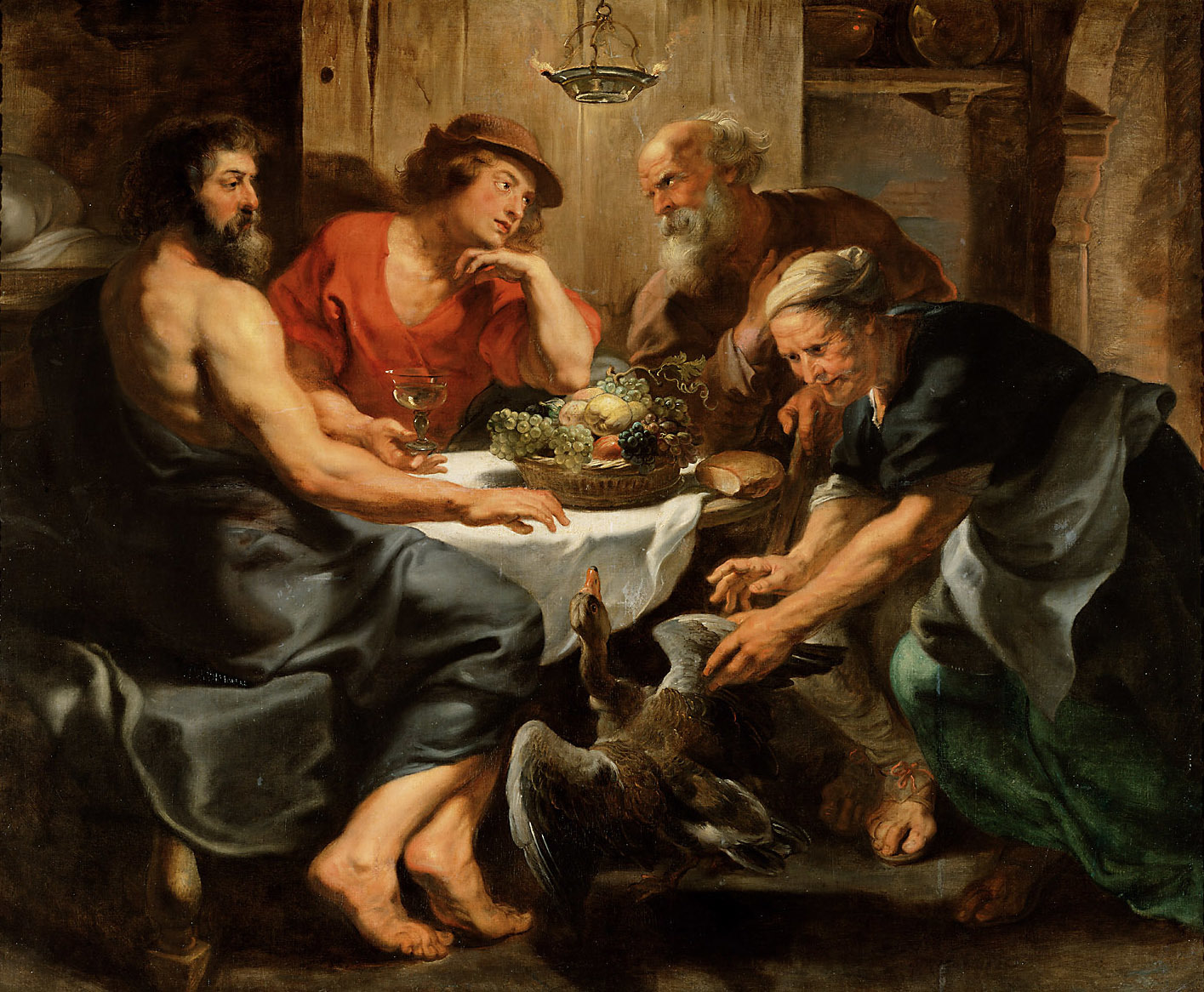
Júpiter y Mercurio en casa de Filemón y Baucis, de Peter Paul Rubens.

En  la mitología griega, Filemón y Baucis, que eran matrimonio, fueron los únicos en la ciudad de Frigia que permitieron entrar en su casa a Zeus y Hermes.
Estos personajes solo aparecen en el libro Las metamorfosis, de Ovidio.

## Historia
Un día, Zeus y Hermes, tras un viaje transformados en mendigos, llegaron a la ciudad de Frigia en medio de la tormenta, y allí pidieron a sus habitantes un lugar para pasar la noche. Tras la negativa del resto, solo Filemón y Baucis les permitieron entrar en su humilde cabaña. Después de servir comida y vino a sus invitados, Baucis notó que a pesar de llenar varias veces los vasos de los visitantes, la jarra de vino estaba aún llena, de lo que dedujo que aquellos foráneos eran en realidad deidades. Pensando que la humilde comida servida no era digna de tales invitados, Filemón decidió ofrecerles el ganso que guardaban en casa (el cual era su único animal). Pero cuando el campesino se acercó al ave, el animal corrió hacia el regazo de Zeus, quien aseguró que no era necesario tal sacrificio, pues debían marcharse. El dios avisó al matrimonio que iba a destruir la ciudad y a todos aquellos que les habían negado la entrada. Les dijo que deberían subir a lo alto de la montaña con él, y no darse la vuelta hasta llegar a la cima. Ya allí, la pareja vio su ciudad destruida por una inundación que provocó Zeus pero siempre se mantuvo como vagabundo
Sin embargo, Zeus había salvado su cabaña, que posteriormente fue convertida en templo. Cuando Zeus les ofreció un deseo, el matrimonio pidió ser guardianes del nuevo templo, vivir todavía la mayor cantidad de tiempo posible juntos y morir al mismo tiempo. Tras su muerte, Zeus los convirtió en árboles que se inclinaban uno hacia el otro mientras ellos decían sus últimas palabras. A Filemón lo convirtió en tilo; y a Baucis, en roble.